# Beat-Club/Episodenliste
Diese Liste der Beat-Club Sendungen zählt die präsentierten Musiktitel aller ausgestrahlten Sendungen der ARD-Musikshow Beat-Club auf. Da die Originalsendungen nicht mehr zur Verfügung stehen, fehlen möglicherweise Titel, für die in den Wiederholungen keine Ausstrahlungsrechte vorliegen. Das Gesicht der Sendung war die über die gesamte Laufzeit moderierende Uschi Nerke.

## 1965 - Staffel 1
| Nr. | Datum              | Künstler – Lied |
| --- | ------------------ | --- |
| 1   | 25. September 1965 | - The Yankees - Halbstark - The Yankees - Tequila - The Yankees - Always and Ever - The Yankees - Help! - The Liverbirds - Peanut Butter - The Liverbirds - Why Do You Hang Around Me - The Liverbirds - Bo Diddley Daddy - John O’Hara and His Playboys - I’m Down - John O’Hara and His Playboys - We Gotta Get Out of This Place - John O’Hara and His Playboys - Wooly Bully                                                     |
| 2   | 30. Oktober 1965   | - The Phantoms & Tanja Berg - C. C. Rider - The Phantoms - Hang On Sloopy - The Phantoms & Tanja Berg - Please Mr. Postman - Ian and the Zodiacs - Living Loving Wreck - Ian And The Zodiacs - Face the Crowd - Ian And The Zodiacs - All of Me - German Blue Flames - Too Much Monkey Business - German Blue Flames - You’ve Got Your Troubles - German Blue Flames - Sunbeams at the Sky                                           |
| 3   | 4. Dezember 1965   | - The Mushrooms - Get Off of My Cloud - The Mushrooms - Mercy, Mercy - Susanne Weber and the Mushrooms - I’m Gonna Knock on Your Door - Sonny & Cher - I Got You Babe - The Rattles - Come On and Sing - The Rattles - Little Queenie - The Rattles - She’s the One - The Rattles - Las Vegas - Gerry and the Pacemakers - Dizzy Miss Lizzy - Gerry and the Pacemakers - Ferry Cross the Mersey - Gerry and the Pacemakers - My Babe |

## 1966 - Staffel 2
| Nr. | Datum                                                    | Künstler – Lied |
| --- | -------------------------------------------------------- | --- |
| 4   | 22. Januar 1966                                          | - The Lords - Shakin’ All Over - The Lords - Que sera sera - The Remo Four - Peter Gunn Theme - The Remo Four - Like a Rolling Stone - Chris Andrews - Yesterday Man - Chris Andrews - To Whom It May Concern - The Remo Four - But I Was Cool - The Lords - Poor Boy - The Lords - Wishin’ and Hopin’ - The Lords - I'm a Hog for You Baby - The Lords - Greensleeves - The Lords - Boom Boom |
| 5   | 12. Februar 1966 The Beatles nicht in den Wiederholungen | - The Boots - In the Midnight Hour - Tramps - Just a Little Bit - Tramps - Remember - Tramps - Gone, Gone, Gone - Isabelle Bond & Tramps - Bread and Butter - The Boots - Gloria - Ian and the Zodiacs - Leave It to Me - Ian and the Zodiacs - Why Can’t It Be Me - The Beatles - Ticket to Ride - The Beatles - We Can Work It Out - The Beatles - Day Tripper |
| 6   | 26. März 1966 The Beatles nicht in den Wiederholungen    | - Spencer Davis Group - Keep On Running - The Overlanders - Michelle - Twinkle & German Blue Flames - Sha-La-La-La-Lee - The Birds and Bees - Shout - Eileen - These Boots Are Made for Walkin’ - The Birds and Bees - Down in the Boondocks - Sandie Shaw - I Don’t Need That Kind of Love - Sandie Shaw - Tomorrow - The Beatles - I Feel Fine - The Beatles - Help! |
| 7   | 16. April 1966                                           | - The German Bonds - Mozarts Sonata Facile - The German Bonds - We Are Out of Sight - The Silkie - The Times They Are a-Changin’ - The German Bonds featuring Tanja May - Don’t You Rock Me Daddy-O - The German Bonds - Sing Hallelujah - The Silkie - Go Tell It on the Mountain - The Silkie - You’ve Got to Hide Your Love Away - The Pretty Things - Midnight to Six Man - The Pretty Things - Rainin’ in My Heart - The Pretty Things - Roadrunner                                                                            |
| 8   | 28. Mai 1966                                             | - The Remo Four - Peter Gunn Theme - The Remo Four - Whatcha Gonna Do About It - Dave Dee, Dozy, Beaky, Mick & Tich - Hideaway - Dave Dee, Dozy, Beaky, Mick & Tich - Hold Tight - Graham Bonney - Super Girl - The Who - Substitute - The Hollies - Look Through Any Window - The Hollies - The Very Last Day - The Hollies - I Can’t Let Go - The Remo Four - Rock Candy - The Walker Brothers - Land of 1000 Dances - The Walker Brothers - Love Minus Zero (No Limit) - The Walker Brothers - The Sun Ain’t Gonna Shine Anymore |
| 9   | 18. Juni 1966 Nicht auf DVD verfügbar                    | - The Yankees - Halbstark - The Overlanders - Michelle - Chris Andrews - To Whom It May Concern - The Lords - Poor Boy - The Rattles - Come On and Sing - Eileen - These Boots Are Made for Walkin’ - Sandie Shaw - I Don’t Need That Kind of Love - Graham Bonney - Super Girl - The Beatles - Rain - The Beatles - Paperback Writer |
| 10  | 16. Juli 1966                                            | - The Monks - Boys Are Boys - Image - Red Rubber Ball - Sandy Sarjeant - Can’t Stop the Want - Country Stars - Orange Blossom Special - Country Stars - Busted - Country Stars - Folsom Prison Blues - The Monks - Monk Chant - The Monks - Oh How to Do Now - Neil Christian - That’s Nice - Sonny & Cher - What’s Now My Love |
| 11  | 27. August 1966                                          | - Sounds Inc. - Rinky Dink - Sounds Inc. - Fingertips - Sounds Inc. - My Little Red Book - Cliff Bennett and the Rebel Rousers - Hold On I’m Coming - Cliff Bennett and the Rebel Rousers - Got to Get You into My Life - The Moody Blues - Bye Bye Bird - The Moody Blues - Really Haven’t Got the Time - Shape & Sizes - A Little Lovely Something - The Washington DC’s - The 32nd Floor |
| 12  | 12. September 1966                                       | - The Bunch of Fives - Can You Hear Me? - Carol Friday & the Remo Four - Everybody I Know - Carol Friday & the Remo Four - Beatwave - Graham Bonney & the Remo Four - Super Girl - Graham Bonney & the Remo Four - Barefootin’ - Graham Bonney & Don Lock - Don’t Fight It - Sonny & Cher - Then He Kissed Me - Cher - I Feel Something in the Air - Sonny Bono - Laugh at Me - Sonny & Cher - Little Man - Carol Friday & the Remo Four - Little by Little - The Bunch of Fives - Jump Back                                        |
| 13  | 22. Oktober 1966 Nicht auf DVD verfügbar                 | - The Lovin’ Spoonful - Summer in the City - Manfred Mann - Just Like a Woman - Peter & Gordon - Lady Godiva - The Ramsey Lewis Trio - A Hard Day's Night - Simon & Garfunkel - I Am a Rock - Sonny & Cher - Monday - Tommy James & the Shondells - Hanky Panky - The Walker Brothers - Baby You Don’t Have to Tell Me - The Walker Brothers - The Sun Ain’t Gonna Shine Anymore - The Walker Brothers - Everything’s Gonna Be Alright                                                                                              |
| 14  | 19. November 1966                                        | - John Smith & the New Sound - Winchester Cathedral - David & Jonathan - Lovers of the World Unite - Lee Drummond - Hi Hi Hazel - John Smith & the New Sound - Big Time Operator - David Garrick - Dear Mrs. Applebee - Dave Dee, Dozy, Beaky, Mick & Tich - Hard to Love You - Dave Dee, Dozy, Beaky, Mick & Tich - Bend It - David & Jonathan - Ten Storys High - John Smith & the New Sound - You Don’t Know (Like I Know) - Jacques Dutronc - Et moi, et moi, et moi                                                            |
| 15  | 31. Dezember 1966                                        | - Neil Christian - Two at a Time - The Washington DC’s - Loving You Is Sweeter Than Ever - Helma Maidanec & the Washington DC’s - Duzy Bad - The Washington DC’s - Seek and Find - Neil Christian - Oops - The Easybeats - Friday on My Mind - The Easybeats - Loving Machine - The Beach Boys - Good Vibrations - Helma Maidanec & the Washington DC’s - I Don’t Want Him - Paul Jones - My Way - Paul Jones and the Washington DC’s - High Time                                                                                   |

## 1967 - Staffel 3
| Nr. | Datum                                   | Künstler – Lied |
| --- | --------------------------------------- | --- |
| 16  | 21. Januar 1967                         | - Lee Curtis and the All-Stars - Looking Back - The Lords - Late Last Sunday Evening - The Lords - Have a Drink on Me - The Rattles - Love of My Life - The Rattles - Hey Sally - The Rattles - It Is Love - The Animals - C. C. Rider - The Animals - A Love Like Yours - The Animals - Shake, Rattle and Roll - The Who - I’m a Boy - The Who - Heatwave - The Who - Happy Jack |
| 17  | 25. Februar 1967                        | - Twice as Much - True Story - Sandy Posey - Single Girl - Percy Sledge - Warm and Tender Love - The Remo Four - Ain’t Love Good, Ain’t Love Proud - The Creation - Painter Man - Graham Bonney - Thank You Baby - The Equals - I Won’t Be There - Cream - I Feel Free - The Beatles - Penny Lane |
| 18  | 11. März 1967                           | - Geno Washington & the Ram Jam Band - Michael (The Lover) - Geno Washington & the Ram Jam Band - You Don’t Know (Like I Know) - Cliff Bennett and the Rebel Rousers - I Take What I Want - Cliff Bennett and the Rebel Rousers - I’ll Take Good Care of You - The Smoke - My Friend Jack - Jimi Hendrix Experience - Hey Joe - Jimi Hendrix Experience - Purple Haze - The Who - Happy Jack - The Who - So Sad About Us - The Who - My Generation                                                                                 |
| 19  | 1. Mai 1967                             | - The Capitals - Cool Jerk - Whistling Jack Smith - I Was Kaiser Bill’s Batman - The Snappers - Upside Down, Inside Out - The Who - Pictures of Lily - David Garrick - Please Mr. Movingman - Dave Clark Five - You Got What It Takes - Julie Felix - I Can’t Touch the Sun - The Escorts - From Head to Toe - Sandy Sarjeant - Can’t Stop the Want - Jimmy Cliff - Give a Little, Take a Little - Lee Curtis and the All-Stars - What Are You Gonna Do - Sandy Sarjeant - Lost Children - The Beatles - Strawberry Fields Forever |
| 20  | 20. Mai 1967                            | - Arthur Conley - Sweet Soul Music - The Equals - Hold Me Closer - Small Faces - I Can’t Make It - Dave Dee, Dozy, Beaky, Mick & Tich - Touch Me, Touch Me - Bee Gees - New York Mining Disaster 1941 - The Who - Pictures of Lily - The Kinks - Mr. Pleasant - The Dubliners - Seven Drunken Nights - Cream - Strange Brew - Whistling Jack Smith - I Was Kaiser Bill’s Batman - Dave Dee, Dozy, Beaky, Mick & Tich - The Loos of England                                                                                         |
| 21  | 24. Juni 1967                           | - Wilson Pickett - Everybody Needs Somebody to Love - The Latch - All Night Girl - The Kinks - Waterloo Sunset - Twice As Much - Crystal Ball - Small Faces - Here Comes the Nice - P. P. Arnold - The First Cut Is the Deepest - Ekseption - The Eagle Flies on Friday - Lulu - The Boat That I Row - Marquis of Kensington - The Changing of the Guards - Cat Stevens - I’m Gonna Get Me a Gun |
| 22  | 22. Juli 1967                           | - Music Explosion - A Little Bit O’ Soul - Jimmy Cliff - Give a Little, Take a Little - The Hollies - Carrie Ann - The Herd - I Can Fly - Dave Clark Five - Tabatha Twitchet - New Formula - Kiss Me - The Troggs - Night of the Long Grass - Chris Farlowe - Moanin’ - Dave Davies - Death of a Clown - Chris Farlowe - Yesterday’s Papers |
| 23  | 26. August 1967 Nicht auf DVD verfügbar | - The Latch - All Night Girl - Scott McKenzie - San Francisco - The Walker Brothers - The Sun Ain’t Gonna Shine Anymore - Sonny & Cher - Then He Kissed Me - Marquis of Kensington - The Changing of the Guards - Dave Dee, Dozy, Beaky, Mick & Tich - The Loos of England - The Rolling Stones - We Love You |
| 24  | 23. September 1967                      | - Bunny Sigler - Let the Good Times Roll - Small Faces - Green Circles - Alan David - Completely Free - Twice as Much - Crystal Ball - Manfred Mann - Ha! Ha! Said the Clown - P. P. Arnold - The Time Has Come - Cat Stevens - Come On and Dance - Keith West - Excerpts from a Teenage Opera - Truly Smith - I Wanna Go Back There Again - Bee Gees - To Love Somebody - Eddie Floyd - Things Get Better - Cat Stevens - Bad Nights - Small Faces - Itchycoo Park - Anita Harris - Just Loving You - Manfred Mann - So Long Dad  |
| 25  | 14. Oktober 1967                        | - Aretha Franklin - Respect - The Equals - Police on My Back - The Family Dogg feat. Albert Hammond - Pattern People - Alan Price Set - Simon Smith and the Amazing Dancing Bear - David Garrick - Don’t Go Out into the Rain (You’re Going to Melt) - The Herd - From the Underworld - Bella & Me - Whatever Happened to the 7 Day Week - The Fortunes - The Idol - Vanilla Fudge - You Keep Me Hangin’ On - Alan Price Set - The House That Jack Built                                                                           |
| 26  | 25. November 1967                       | - Wilson Pickett - Stagger Lee - Barry Mason - Rowbottom Square - Flower Pot Men - Let’s Go to San Francisco - Sharon Tandy - Hold On - Johnny Young - Craise Finton Kirk - The Family Dogg - Broken Heart - Scott McKenzie - San Francisco - Scott McKenzie - Like an Old Time Movie - Felice Taylor - I Feel Love Coming On - Bee Gees - Massachusetts - The Beatles - Hello, Goodbye |
| 27  | 30. Dezember 1967                       | - Flower Pot Men - A Walk in the Sky - Billy Nicholls - Would You Believe - Bonzo Dog Doo Dah Band - Equestrian Statue - Bonzo Dog Doo Dah Band - Little Sir Echo - Bee Gees - World - P. P. Arnold - Groovy - Dave Dee, Dozy, Beaky, Mick & Tich - Zabadak - Marion - I Go to Sleep - Small Faces - Tin Soldier |

## 1968 - Staffel 4
| Nr. | Datum              | Künstler – Lied |
| --- | ------------------ | --- |
| 28  | 13. Januar 1968    | - Carla Thomas - B-A-B-Y - Dave Justin - Everybody's Gone Home - Neil Christian - Let Me Hear You Laugh - Billie Davis - Angel Of The Morning - Long John Baldry - Let The Heartaches Begin - The Herd - Paradise Lost - Dave Davies - Susanna's Still Alive - Procol Harum - Homburg |
| 29  | 09. März 1968      | - Paul & Barry Ryan - Pictures Of Today - The Moody Blues - Nights In White Satin - B. B. King - Heartbreaker - Nirvana - Pentecost Hotel - Sharon Tandy - The Fool On The Hill - Dave Dee, Dozy, Beaky, Mick & Tich - Legend Of Xanadu - Rolling Stones - 2000 Lightyears From Home - Amen Corner - Bend Me, Shape Me - Traffic - Here We Go Round The Mulberry Bush - Georgie Fame - The Ballad Of Bonnie & Clyde - Manfred Mann - Mighty Quinn - The Beatles - Lady Madonna |
| 30  | 06. April 1968     | - The Equals - I Get So Excited - Procol Harum - Quite Rightly So - Bee Gees - Harry Braff - David McWilliams - The Days of Pearly Spencer - Arthur Conley - Funky Street - Gene Pitney - Something's Gotten Hold Of My Heart - The Move - Fire Brigade - Manfred Mann - Mighty Quinn - Julie Driscoll & Brian Auger Trinity - Save Me - The Hollies - Jennifer Eccles |
| 31  | 27. April 1968     | - Big Boy Pete - Cold Turkey - Exception - Rub It Down - Family Dogg - Silly Grin - Arthur Conley - Shake, Rattle And Roll - Reparata and the Delrons - Captain Of Your Ship - Gene Pitney - Somewhere In The Country - Bee Gees - Harry Braff - John Walker - I'll Be Your Baby Tonight - Small Faces - Lazy Sunday |
| 32  | 22. Juni 1968      | - The Herd - I Don't Want Our Love To Die - Madeline Bell - Picture Me Gone - Manfred Mann - My Name Is Jack - The Rolling Stones - Jumpin' Jack Flash - Tommy James & The Shondells - Mony Mony - Julie Driscoll & Brian Auger Trinity - This Wheel's On Fire - Small Faces - Lazy Sunday - The Association - Time For Living - P.J. Proby - Ling Ting Tong |
| 33  | 13. Juli 1968      | - Raymond Frogatt - Callow La Vita - P. P. Arnold - Angel Of The Morning - At Last The 1958 Rock And Roll Show Feat. Ian Hunter - I Can't Drive - P. J. Proby - What's Wrong With This World - The World Of Oz - The Muffin' Man - Unit 4 + 2 - You Ain't Going Nowhere - The Rolling Stones - Jumpin' Jack Flash - Dave Justin - You Outside - Gene Pitney - She's A Heartbreaker - At Last The 1958 Rock And Roll Show Feat. Ian Hunter - Great Balls Of Fire |
| 34  | 31. August 1968    | - The Equals - Baby Come Back - Tim Rose - Long Haired Boy - Cupid's Inspiration - Yesterday Has Gone - The Mirror (Band) - Gingerbread Man - Ranee & Rarj - Feel Like A Clown - Arthur Brown - Fire - The Rolling Stones - Jumpin' Jack Flash - Bruce Channel - Keep On - Dave Dee, Dozy, Beaky, Mick & Tich - Last Night In Soho |
| 35  | 14. September 1968 | - Amen Corner - High In The Sky - John Walker - Kentucky Woman - The Equals - Pictures Of Me - Ben E. King - It's Amazing - The Nice - America - Madeline Bell - I'm Gonna Make You Love Me - Status Quo - Ice In The Sun - Dave Dee, Dozy, Beaky, Mick & Tich - Last Night In Soho - Canned Heat - On The Road Again - The Beach Boys - Do It Again - Arthur Conley - Sweet Soul Music - Leapy Lee - Little Arrows - The Hollies - Do The Best You Can - The Move - Wild Tiger Woman - Ben E. King - What Is Soul |
| 36  | 12. Oktober 1968   | - Vanity Fare - I Live For The Sun - The Casuals - Jesamine - The Merseybeats - Lovely Loretta - The Love Affair - Day Without Love - Grapefruit - C'Mon Marianne - Nilsson - Everybody's Talkin’ - Dave Dee, Dozy, Beaky, Mick & Tich - Last Night In Soho - The Who - Magic Bus - Sandie Shaw - These Were The Days - The Easybeats - Hello, How Are You - The Troggs - Hip-Hip-Hooray |
| 37  | 16. November 1968  | - The Easybeats - Good Times - Spooky Tooth - The Weight - Blue Cheer - Summertime Blues - Family Dogg - Brown-Eyed Girl - The Who - Magic Bus - Dave Dee, Dozy, Beaky, Mick & Tich - The Wreck Of The Antoinette - Bee Gees - I've Gotta Get A Message To You - The Hollies - Listen To Me - Barry Ryan - Eloise - The Beatles - Hey Jude |
| 38  | 31. Dezember 1968  | - The Foundations - Build Me Up, Buttercup - Simon Dupree and the Big Sound - Thinking About My Life - The Equals - Softly Softly - Tiny Tim - Tip Toe Thru’ The Tulips (als Version von Ilja Richter Tip Tap in die Tulpen) - Bonzo Dog Doo Dah Band - I'm The Urban Spaceman - Gene Pitney - Billy You're My Friend - Manfred Mann - Fox On The Run - Bee Gees - I've Gotta Get A Message To You - Geno Washington & The Ram Jam Band - Bring It To Me Baby - Billie Davis - I Want You To Be My Baby - Joe Cocker - With A Little Help From My Friends - Marmalade - Ob-La-Di Ob-La-Da - The Beach Boys - Bluebirds Over The Mountain - The Flirtations - Nothing But A Heartache |

## 1969 - Staffel 5
| Nr. | Datum              | Künstler – Lied |
| --- | ------------------ | --- |
| 39  | 25. Januar 1969    | - 1910 Fruitgum Co. - Goody Goody Gumdrops - The Move - Blackberry Way - Ohio Express - Chewy, Chewy - Status Quo - Technicolour Dreams - The Doors - Light My Fire - The Beach Boys - Do It Again - The Gun - Race With The Devil - Barry St. John - Cry Like A Baby - Donovan - Atlantis - The Tremeloes - My Little Lady - Raymond Froggatt - Roly - Jimi Hendrix - All Along The Watchtower |
| 40  | 22. Februar 1969   | - Harmony Grass - Move A Little Closer - Bonzo Dog Doo Dah Band - Canyons Of Your Mind - Leapy Lee - Here Comes The Rain - Julie Driscoll & Brian Auger Trinity - Road To Cairo - Amen Corner - (If Paradise Is) Half As Nice - Canned Heat - Going Up The Country - Love Sculpture - Sabre Dance - Root & Jenny Jackson - Lean On Me - Billie Davis - Make The Feeling Go Away - The Tremeloes - I Shall Be Released - Barry Ryan - Love Is Love                                                             |
| 41  | 29. März 1969      | - Simon Dupree and the Big Sound - Broken Hearted Pirates - The Searchers - Umbrella Man - Sly & The Family Stone - Everyday People - Julie Driscoll & Brian Auger Trinity - Indian Rope Man - The Rascals - Heaven - Marv Johnson - I'll Pick A Rose For My Rose - Melanie - Animal Crackers - The Hollies - Sorry Suzanne - Peter Sarstedt - Where Do You Go To My Lovely - Creedence Clearwater Revival - Proud Mary - The Beach Boys - California Girls - The Foundations - In The Bad Old Days           |
| 42  | 26. April 1969     | - U.K. Jones - Let Me Tell Ya - Les Reed - Don't Linger With Your Finger On The Trigger - Moby Grape - Truckin' Man - Grisby Dyke - The Adventures Of Miss Rosemary La Page - Paul Williams Set - My Sly Sadie - David McWilliams - The Stranger - Melanie - Bobo's Party - Trifle - All Together Now - Manfred Mann - Ragamuffin Man - Clodagh Rodgers - Come Back And Shake Me - Dave Dee, Dozy, Beaky, Mick & Tich - Don Juan - The Kinks - Plastic Man - The Beatles - Get Back                           |
| 43  | 07. Juni 1969      | - Steppenwolf - Rock Me - Paul Revere & the Raiders - Let Me - Status Quo - Are You Growing Tired of My Love? - Jimmy James & The Vagabonds - Close The Door - Colosseum - Walking In The Park - Fleetwood Mac - Man Of The World - Spooky Tooth - That Was Only Yesterday - Steppenwolf - Born To Be Wild - The Beach Boys - Breakaway - Joe South - Games People Play - Chris Andrews - Pretty Belinda - Mary Hopkin - Goodbye - Dave Clark Five - Mulberry Tree                                            |
| 44  | 28. Juni 1969      | - Caravan - Place Of My Own - Brian Poole & The Seychelles - Send Her To Me - The Flirtations - What's Good About Goodbye My Love - Keef Hartley Band - Don't Leave Me In The Shade - Marsha Hunt - Walk On Gilded Splinters - Procol Harum - A Salty Dog - Richie Havens - Lady Madonna - The Searchers - Shoot 'Em Up Baby - Family Dogg - A Way Of Life - Three Dog Night - One - Amen Corner - Hello Susie - Dave Dee, Dozy, Beaky, Mick & Tich - Snake In The Grass - Ohio Express - Mercy, Mercy, Mercy |
| 45  | 02. August 1969    | - Dave Clark Five - Live In The Sky - Steppenwolf - Sookie, Sookie - Paul Revere & the Raiders - Out On The Road - Marmalade - Baby Make It Soon - Rainbow People - We're Living in a Dream World - Robin Gibb - Saved By The Bell - Zager & Evans - In The Year 2525 (Exordium & Terminus) - Clodagh Rodgers - Goodnight Midnight - The Beach Boys - Surfin' U.S.A. - Thunderclap Newman - Something In The Air - Plastic Ono Band - Give Peace A Chance                                                     |
| 46  | 30. August 1969    | - Deep Purple - Hallelujah - Three Dog Night - Try A Little Tenderness - Procol Harum - Long Gone Geek - Tim Rose - Hey Joe - Interstate Roadshow - Grindy Grind - Windmill - Big Bertha - Jimmy Ruffin - I've Passed This Way Before - Steamhammer - Junior's Wailing - Steamhammer - When Your Friends Are Gone - The Move - Curly - Humble Pie - When Will We Be Free? - Humble Pie - Natural Born Boogie                                                                                                  |
| 47  | 27. September 1969 | - Fat Mattress - Naturally - Titel der Gruppe The Who aus der Rockoper Tommy: - The Who - Overture - The Who - Pinball Wizard - The Who - Smash The Mirror - The Who - Sally Simpson - The Who - Tommy, Can You Hear Me? - The Who - I'm Free - The Who - Tommy's Holiday Camp - The Who - We're Not Gonna Take It - Fat Mattress - Mr. Moonshine - Fat Mattress - Magic Forrest |
| 48  | 25. Oktober 1969   | - Blodwyn Pig - Modern Alchemist - Ten Years After - Good Morning Little Schoolgirl - Tea & Symphony - Boredom - The Nice - Hang On To A Dream - Barry Ryan - The Hunt - Joe Cocker - Delta Lady - Chicken Shack - Tears In The Wind - Marsha Hunt - Desdemona - Vanilla Fudge - Shotgun |
| 49  | 29. November 1969  | - Man - 2:30 Definitely - Yes - No Opportunity Necessary - Caravan - Magic Man - Champion Jack Dupree - Barrelhouse Blues - Champion Jack Dupree - Calcutta - Babylon - Into The Promised Land - Man - Brother Arnold's Red and White Striped Tent - Delaney & Bonnie And Friends - Poor Elijah - Delaney & Bonnie And Friends - Where There's A Will There's A Way - The Beatles - Something |
| 50  | 31. Dezember 1969  | - Steamhammer - Louisiana Blues - Hardin & York - Tomorrow Today - Hardin & York - The Pike - Dozy, Beaky, Mick & Tich - Tonight Today - The Chicago Transit Authority - I'm A Man - Terry Reid - Superlungs - Terry Reid - My Supergirl - Terry Reid - Rich Kid Blues - Terry Reid - Highway 61 Revisited |

## 1970 - Staffel 6
| Nr. | Datum                                                                                       | Künstler – Lied |
| --- | ------------------------------------------------------------------------------------------- | --- |
| 51  | 31. Januar 1970 Vorangegangene Folgen wurden in Schwarz-Weiß ausgestrahlt, ab hier in Farbe | - Humble Pie - The Sad Bag of Shaky Jake - Free - Mr. Big - Juicy Lucy - Chicago North Western - Renaissance - Island - Spirit - 1984 - Colosseum - The Machine Demands A Sacrifice - John Mayall - I'm Gonna Fight For You J.B. - Canned Heat - Let's Work Together - Canned Heat - Move Right On Down the Road |
| 52  | 28. Februar 1970                                                                            | - Badfinger - Rock of All Ages - Badfinger - Come And Get It - Taste Feat. Rory Gallagher - If The Day Was Any Longer - Taste Feat. Rory Gallagher - It's Happened Before, It'll Happen Again - Bobbie Gentry - Louisiana Man - Clouds - Big Noise from Winnetka - Jackie Lomax - How The Web Was Woven - Arlo Guthrie - Alice's Restaurant Massacree - Joe Cocker - Dear Landlord - Jethro Tull - The Witches Promise |
| 53  | 28. März 1970                                                                               | - Mott the Hoople - You Really Got Me - Ashton, Gardner & Dyke - Rolling Home - Led Zeppelin - Whole Lotta Love - Edgar Broughton Band - American Boy Soldier - Mott the Hoople - At The Crossroads - Marsha Hunt - One Step Ahead - Ashton, Gardner & Dyke - Billy And His Piano Without - Edgar Broughton Band - Love in the Rain - The Beatles - Let It Be                                                          |
| 54  | 18. April 1970                                                                              | - The Move - Brontosaurus - Taj Mahal - Sweet Mama Janis - Marsha Hunt - Keep the Customer Satisfied - Johnny Winter - Johnny B. Goode - It’s a Beautiful Day - Soapstone Mountain - The Flock - Introduction - The Flock - Clown - Taj Mahal - Tomorrow Will Not Be Another Day - The Who - The Seeker - Johnny Winter - Mean Town Blues                                                                              |
| 55  | 30. Mai 1970                                                                                | - Black Sabbath - Black Sabbath - Rare Bird - Sympathy - Rare Bird - Beautiful Scarlet - Black Sabbath - Blue Suede Shoes - Jody Grind - Paint It Black - Blodwyn Pig - See My Way - Renaissance - Kings And Queens - Canned Heat - In Future Blues |
| 56  | 27. Juni 1970                                                                               | - Van der Graaf Generator - Whatever Would Robert Have Said? - Brinsley Schwarz - Ebury Down - Santana - Jingo (La-Ba) - Mungo Jerry - In the Summertime - Family - The Weavers Answer - Santana - Incident at Neshabur - Mungo Jerry - Mighty Man |
| 57  | 15. August 1970                                                                             | - Atomic Rooster - Save Me - Steamhammer - I Wouldn't Have Thought - Edgar Broughton Band - Apache Drop Out - Dr. John - Mardi Gras Day - Jethro Tull - With You There To Help Me - Jethro Tull - Nothing Is Easy - Edgar Broughton Band - Silver Needle |
| 58  | 05. September 1970                                                                          | - Hard Meat - The Ballad Of Marmalade Emma & Teddy Grimes - The Pretty Things - Cries From A Midnight Circus - Cat Stevens - Lady D´Arbanville - Free - Fire And Water - Humble Pie - For Your Love - Cat Stevens - Hard Headed Woman - Free - All Right Now |
| 59  | 26. September 1970                                                                          | - Status Quo - Spinning Wheel Blues - Status Quo - April, Summer, Spring And Wednesdays - Third Ear Band - Hyde Park - Black Sabbath - Iron Man - Black Sabbath - Paranoid - Eric Burdon & War - Paint It Black - Eric Burdon & War - Spill the Wine - Jimi Hendrix Experience - Hey Joe (1967) |
| 60  | 24. Oktober 1970                                                                            | - Amon Düül II - Between The Eyes - Amon Düül II - Eye-Shaking King - Incredible String Band - Everything's Fine Right Now - Ginger Baker’s Air Force - 12 Gates Of The City - Ginger Baker's Airforce - Early In The Morning - Ginger Baker's Airforce - Toad - Ginger Baker's Airforce - Sunshine of Your Love |
| 61  | 28. November 1970                                                                           | - Stone the Crows - Danger Zone - Colosseum - Take Me Back To Doomsday - Fotheringay - Too Much Of Nothing - Muddy Waters - Blow Wind Blow - Muddy Waters - Honey Bee - Colosseum - Tanglewood '63 - Stone The Crows - Love 74 |
| 62  | 31. Dezember 1970                                                                           | - Ufo - Boogie - The Move Feat. Jeff Lynne - When Alice Comes Back To The Farm - Warm Dust - Indian Ropeman - Warm Dust - Worm Dance - Emerson, Lake and Palmer - Take A Pebble - Emerson, Lake and Palmer - Knife Edge |

## 1971 - Staffel 7
| Nr. | Datum              | Künstler – Lied |
| --- | ------------------ | --- |
| 63  | 30. Januar 1971    | - Joe Cocker - Cry Me a River (Live in USA) - Patto - San Antone - Ashton, Gardner & Dyke - Mister Freko - Ashton, Gardner & Dyke - Resurrection Shuffle - Iron Butterfly - Easy Rider - Iron Butterfly - Butterfly Bleu |
| 64  | 27. Februar 1971   | - Ike & Tina Turner - I Want To Take You Higher - Golden Earring - Holy, Holy Life - Atomic Rooster - Tomorrow Night - John Mayall USA Union - My Pretty Girl - T. Rex - Ride A White Swan - T. Rex - Jewel - Tom Paxton - Vietnam Song - Ike & Tina Turner - River Deep – Mountain High - Ike & Tina Turner - Honky Tonk Women - Ike & Tina Turner - Proud Mary                                           |
| 65  | 27. März 1971      | - Curved Air - It Happened Today - Skid Row Feat. Gary Moore - An Awful Lot of Woman - Skid Row Feat. Gary Moore - Unco-op Showband Blues - Soft Machine - Improvisations on a Theme - Curved Air - Propositions - Curved Air - Vivaldi |
| 66  | 24. April 1971     | - Yes - I've Seen All Good People - Man - Daughter of the Fireplace - Popol Vuh - Bettina - Man - Will The Christians Wait Five Minutes - Santana - Jungle Strut - Yes - Yours Is No Disgrace |
| 67  | 22. Mai 1971       | - Rory Gallagher - Laundromat - The Byrds - Chestnut Mare - Rory Gallagher - Sinner Boy - Kraftwerk - Rückstoß-Gondoliere - The Byrds - Eight Miles High |
| 68  | 24. Juni 1971      | - Lucifer’s Friend - Ride the Sky - Warhorse - Ritual - Frumpy - Take Care of Illusion - Grand Funk Railroad - Inside Looking Out (Live in USA) - Fleetwood Mac - Dragonfly - Bremer Studio Orchester, Leitung: Cornelius op den Zieken - Symphony No. 40, Satz Nr. 1 in D-moll - Mountain - Don't Look Around                                                                                             |
| 69  | 24. Juli 1971      | - Mick Abrahams Band - Greyhound Bus - Caravan - Golf Girl - Osibisa - Phallus C - The Grease Band - Let It Be Gone - Etcetera - Raga/Lady Blue/Thursday, Morning Sunrise - James Gang - Walk Away - Mick Abrahams Band - Why Do You Do Me This Way |
| 70  | 09. August 1971    | - Emergency - Times Passed By - Can - Paperhouse - Weather Report - Waterfall - Beggar’s Opera - Raymond's Road |
| 71  | 25. September 1971 | - Birth Control - Give Me Shelter (The Work is Done) - Canned Heat - A Long Way from L.A. - If - Forgotten Roads - Family - Holding the Compass - Creedence Clearwater Revival - Sweet Hitch Hiker (Video) - Curved Air - Back Street Love - Canned Heat - Big City Woman - Deep Purple - No, No, No |
| 72  | 30. Oktober 1971   | - Champion Jack Dupree - I'm Going to Bremen to Get on the Radio - Stoneground - An Added Attraction - T. Rex - Jeepster - T. Rex - Life's a Gas - Richie Havens - Here Comes the Sun - Passport Feat. Klaus Doldinger - Uranus - Jethro Tull - Life Is a Long Song - Alice Cooper - Under My Wheels - Bob Dylan & Johnny Cash - One Too Many Mornings - Procol Harum - In the Wee Small Hours of Sixpence |
| 73  | 27. November 1971  | - Fanny - Special Care - Man - Angle Easy - The Move Feat. Jeff Lynne - Down on the Bay - Hardin & York - Like a Rolling Stone - Slade - Coz I Luv You - Redbone - The Witch Queen of New Orleans - Fanny - Blind Alley |
| 74  | 26. Dezember 1971  | - Rory Gallagher - Used to Be - King Biscuit Boy - Hoy Hoy Hoy - Stone the Crows - Goin' Down - Santana - Black Magic Woman - Alexis Korner - Don’t Drop That H-Bomb on Me - Rory Gallagher - In Your Town |

## 1972 - Staffel 8
| Nr. | Datum              | Künstler – Lied |
| --- | ------------------ | --- |
| 75  | 29. Januar 1972    | - Poco - C'Mon - Mountain - Roll Over Beethoven - Curtis Mayfield - Mighty Mighty (Spade And Whitey) - Curtis Mayfield - We The People Who Are Darker Than Blue - Curtis Mayfield - We're A Winner - Canned Heat - Refried Boogie - Heads Hand & Feet - Country Boy - Billy Preston - The Bus |
| 76  | 26. Februar 1972   | - Livin' Blues - L. B. Boogie - Nazareth - Morning Dew - Bell & Arc - So Long Marianne - Earth & Fire - Storm & Thunder - Mouth & MacNeal - How Do You Do? - Livin' Blues - Hitch-Hikin’ - Bell & Arc - She Belongs To Me - Atomic Rooster - Breakthrough |
| 77  | 25. März 1972      | - Heaven - Crazy World - Guru Guru - Oxymoron - Edwin Starr - Family Affair - Steve Miller Band - Jackson-Kent Blues - Steve Miller Band - Nothing Lasts - Steve Miller Band - Living In The U.S.A. - MC5 - Kick Out The Jams - Jeff Beck Group - Definitely Maybe - Stephen Stills & Manassas - Rock'n Roll Crazies - Stephen Stills & Manassas - Cuban Bluegrass - Stephen Stills & Manassas - Jet Set (Sigh) - Stephen Stills & Manassas - It Doesn't Matter - Stephen Stills & Manassas - Hide It So Deep                                                                              |
| 78  | 27. Mai 1972       | - Pacific Gas & Electric - Are You Ready? - The Kinks - Muswell Hillbillies - Chuck Berry - Johnny B. Goode - Chuck Berry - Wee Wee Hours - Chuck Berry - Let It Rock - Grateful Dead - One More Saturday Night - The Doors - Tightrope Ride - The Rolling Stones - Shake Your Hips - The Rolling Stones - Tumbling Dice |
| 79  | 24. Juni 1972      | - Tucky Buzzard - Fast Bluesy Woman - Deep Purple - Highway Star - Captain Beefheart And His Magic Band - I'm Gonna Booglarize You Baby - Frumpy Feat. Inga Rumpf - Going To The Country - New Riders of the Purple Sage - Hello Mary Lou - Don McLean - Vincent - Ashman Reynolds - Taking Off - Rory Gallagher - Pistol Slapper Blues - The Rolling Stones - Jam - The Rolling Stones - Loving Cup |
| 80  | 30. September 1972 | - Carl Perkins - Blue Suede Shoes - Carl Perkins - Me and Jesus - Johnny Cash - A Boy Named Sue - Johnny Cash - Sunday Morning Coming Down - Johnny Cash - Tennessee Flat Top Box - Johnny Cash - I Still Miss Someone - Johnny Cash - Me And Bobby McGee - Johnny Cash - Rock Island Line - Johnny Cash - Folsom Prison Blues - Johnny Cash - I Walk The Line - Johnny Cash & June Carter Cash - Jackson - Johnny Cash & June Carter Cash - If I Were A Carpenter - Johnny Cash - Help Me Make It Through The Night - Johnny Cash - If I Had A Hammer - Johnny Cash - A Thing Called Love |
| 81  | 28. Oktober 1972   | - Ike & Tina Turner - Get Back - The Everly Brothers - Stories We Could Tell - The Grease Band - Wild Side Of Life - The Byrds - Black Mountain Rag - The Byrds - So You Wanna Be A Rock'n Roll Star - Mick Abrahams Band - Not To Rearrange - Stephen Stills & Manassas - It Doesn't Matter - Stephen Stills & Manassas - Hide It So Deep - Heads Hands & Feet - Tryin' To Put Me On - James Taylor - Come On Brother (Video) - Three Dog Night - Try A Little Tenderness |
| 82  | 25. November 1972  | - Fanny - Borrowed Time - Phlorescent Leech & Eddie (aka Flo & Eddie) - Feel Older Now - King Crimson - Lark's Tongue In Aspic - Alice Cooper - Public Animal #9 - Alice Cooper - Elected (Video) - Alice Cooper - Eighteen - Mike Hugg - Blue Suede Shoes Again - Fanny - Summer Song - Maggie Bell - I'm Gonna Make You Love Me - Stone the Crows/Maggie Bell - Palace of the King - Stone the Crows/Maggie Bell - Good Time Girl |
| 83  | 09. Dezember 1972  | - The Osmonds - Crazy Horses - The Osmonds - Hold Her Tight - The Osmonds - One Bad Apple - The Osmonds - Yo-Yo - The Osmonds - We Got To Live Together - The Osmonds - Shuckin’ & Jivin’ - The Osmonds - Down By The Lazy River - Donny Osmond - Why, Too Young - Donny Osmond - Puppy Love - Donny Osmond - Sweet And Innocent - Jimmy Osmond - Heartbreak Hotel/Hound Dog |